# William Hampson
Pour les articles homonymes, voir Hampson.
William Hampson, né le 14 mars 1854 à Bebington et mort le 1er janvier 1926 à Holland Park, est un inventeur et chimiste britannique qui est le premier à breveter un procédé de liquéfaction de l'air.

## Biographie

### Éducation
William Hampson nait le 14 mars 1854, il est le deuxième fils de William Hampson de Puddington, Cheshire, Angleterre. Il fait ses études au Liverpool College, à la Manchester Grammar School et au Trinity College d'Oxford, où il obtient son diplôme en octobre 1874. Il étudie les lettres classiques et obtient un diplôme avec honneurs de seconde classe. Il rejoint ensuite l'Inner Temple de Londres pour devenir avocat.
Il n'existe aucune trace de son inscription à un cours de physique ou d'ingénierie. Il semble donc s'être formé de manière autodidacte aux sciences et à l'ingénierie.

### Liquéfaction de l'air
Le 23 mai 1895, William Hampson dépose un brevet préliminaire pour un appareil permettant de liquéfier l'air. Son appareil est simple : un compresseur augmente la pression d'une quantité d'air à 87-150 atmosphères. L'air à haute pression passe ensuite dans des cylindres contenant un matériau qui élimine l'eau et le dioxyde de carbone de l'air. L'air séché passe ensuite dans un serpentin de cuivre et sort par une buse située à l'extrémité du serpentin, ce qui réduit la pression de l'air à une atmosphère. Après avoir été dilaté par la buse, la température de l'air chute fortement (en raison de l'effet Joule-Thomson). L'air froid repasse ensuite par le serpentin, refroidissant l'air qui le traverse. Au bout de 20 à 25 minutes, l'appareil commence à produire de l'air liquéfié. L'appareil mesure généralement environ un mètre cube,. Carl von Linde, un ingénieur allemand, dépose un brevet similaire le 5 juin 1895.
La méthode de liquéfaction des gaz de Hampson est adoptée par la Brin's Oxygen Company de Westminster, rebaptisée British Oxygen Company en 1906, qui acquiert en 1905 les trois brevets de Hampson sur la liquéfaction et la séparation des gaz atmosphériques.
La Brin's Oxygen Company, qui emploie Hampson comme consultant, fournit à William Ramsay l'air liquide qui lui permet de découvrir le néon, le krypton et le xénon, pour lesquels Ramsay reçoit le prix Nobel de chimie en 1906,

### Autres activités
En 1900-1901, William Hampson donne des cours pour adultes, notamment une série de conférences à l'University College de Londres. Ces conférences donnent lieu à deux livres : Radium Explained, publié en 1905, qui présente à un public profane les derniers développements de la recherche sur la radioactivité, et Paradoxes of Nature and of Science, publié en 1906, qui présente des curiosités scientifiques contraires à l'expérience commune, par exemple la façon dont la glace peut être utilisée comme source de chaleur.
Il s'intéresse également à la médecine. Il devient apothicaire en 1896 et, en 1910, il exerce dans plusieurs hôpitaux londoniens. En 1912, il publie ses recherches sur un stimulateur cardiaque rudimentaire. Le système stimule électriquement les grands muscles du corps pour qu'ils se contractent régulièrement, des impulsions de sang sont ainsi poussées vers le cœur et ces impulsions entraînent la synchronisation du cœur avec le stimulateur électrique externe. Il apporte également une amélioration mineure aux tubes à rayons X.
William Hampson s'intéresse également au domaine de l'économie. Dans son livre Modern Thraldom : A New Social Gospel, publié en 1907, il considère le crédit, interprété au sens large comme une dette ou un emprunt sous quelque forme que ce soit, comme responsable de nombreux maux de l'économie. Il préconise un monde dans lequel il n'y aurait ni crédit, ni intérêt, ni hypothèque, ni loyer. Toutes les ventes se feraient au comptant, les dettes ne seraient pas reconnues légalement et les usines seraient gérées comme des coopératives de travailleurs. Le gouvernement national serait financé par une taxe sur les ventes et l'économie nationale serait à l'abri de la concurrence étrangère.

## Œuvres
- (en) Radium Explained : A popular account of the relations of radium to the natural world, to scientific thought, and to human life, Londres, T.C. & E.C. Jack, 1905 (lire en ligne).
- (en) Illusions naturelles et scientifiques [« Paradoxes of Nature and Science »] (trad. Henry Braun), Paris, Librairie Félix Juven, 1908.
- (en) Modern Thraldom : A New Social Gospel, Londres, Wells Gardner & Co., 1907.